# Gemasolar
Gemasolar es una planta de energía termosolar de concentración con sistema de almacenamiento térmico en sales fundidas propiedad de Torresol Energy. Está situada en el término municipal de Fuentes de Andalucía, en la provincia de Sevilla, España. La UTE Solar Tres (formada por Sener y Cobra) fue la encargada de la construcción de la planta.

## Gemasolar

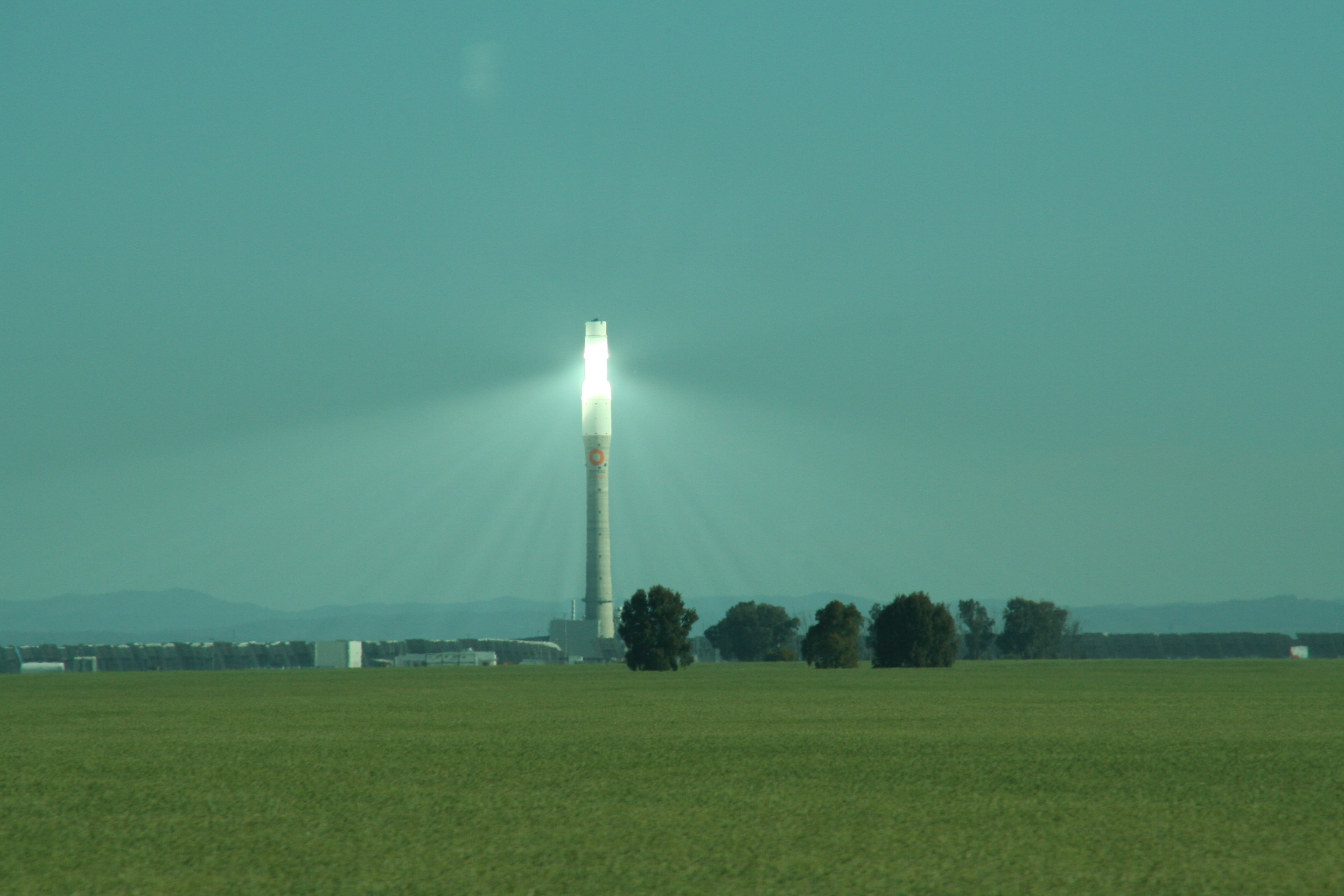
Gemasolar en operación

Gemasolar es la primera planta comercial de energía solar térmica con tecnología de receptor central de torre y sistema de almacenamiento en sales fundidas. Se trata de un campo solar de 185 ha que alberga el receptor en una torre de 140 m de altura, la isla de potencia y 2650 heliostatos —cada uno de ellos de 120 m²— distribuidos en anillos concéntricos alrededor de la torre.
Los aspectos más innovadores de esta planta, propiedad de la empresa Torresol Energy, son el receptor de sales fundidas, el mecanismo de apunte de heliostatos y el sistema de control; además, el sistema de almacenamiento permite producir electricidad durante 15 horas sin sol (por la noche o en días nublados). Gracias a esta capacidad de almacenamiento, la energía solar pasa a ser gestionable y puede ser suministrada en función de la demanda. La planta ya ha alcanzado un día completo de suministro ininterrumpido a la red mediante la tecnología de transferencia térmica desarrollada por SENER. 
Gemasolar, de 19.9 MW de potencia, es capaz de suministrar 110 GWh al año, con lo que se puede abastecer energía a 27.500 hogares. Esta planta está operativa desde mayo de 2011. La inauguración oficial se celebró en octubre de 2011.

### Coste
La propia empresa Gemasolar ha reconocido un coste total de planta de 419 millones de dólares lo que supone un coste de 33$ por vatio instalado, lo cual es varias veces más caro que cualquier central de energía eólica o geotérmica, que sería la central de energía solar más barata construida hasta 2011.[cita requerida]